# Maiko Nakaoka
Maiko Nakaoka (中岡 麻衣子 Nakaoka Maiko?,  nacido el 15 de febrero de 1985 en Hyogo) es una exfutbolista japonesa que jugaba como centrocampista.
Nakaoka jugó 14 veces para la selección femenina de fútbol de Japón entre 2005 y 2007. Nakaoka fue elegida para integrar la selección nacional de Japón para los Copa Asiática femenina de la AFC de 2006 y Fútbol en los Juegos Asiáticos de 2006.

## Trayectoria

### Clubes
| Club                  | País  | Año         |
| --------------------- | ----- | ----------- |
| Takarazuka Bunnys     | Japón | 1997 - 1999 |
| Tasaki Perule FC      | Japón | 2003 - 2008 |
| Speranza FC Takatsuki | Japón | 2009 - 2011 |
| Albirex Niigata       | Japón | 2012        |

### Selección nacional
| Selección | País  | Año         |
| --------- | ----- | ----------- |
| Absoluta  | Japón | 2005 - 2007 |

## Estadística de equipo nacional
| Selección femenina de fútbol de Japón | Selección femenina de fútbol de Japón | Selección femenina de fútbol de Japón |
| Año                                   | Partidos                              | Goles                                 |
| ------------------------------------- | ------------------------------------- | ------------------------------------- |
| 2005                                  | 3                                     | 0                                     |
| 2006                                  | 10                                    | 0                                     |
| 2007                                  | 1                                     | 0                                     |
| Total                                 | 14                                    | 0                                     |